# Tomasz Olszewski (ur. 1970)
Tomasz Olszewski, pseudonimy: Tommy The Rocka i Lemmy Demolator (ur. 26 kwietnia 1970 w Poznaniu) – polski muzyk, kompozytor, instrumentalista, wokalista.
W latach 1989–1990 basista zespołu Turbo, z którym nagrał płytę Dead End. W latach 1991–1992 basista zespołu Creation of Death, z którym nagrał album Purify Your Soul.
W roku 2007, przypadkowe spotkanie po latach z Titusem, zaowocowało zaangażowaniem Tomasza Olszewskiego jako gitarzysty w solowy projekt Tomasza Pukackiego - Titus’ Tommy Gunn. Współpraca skutkowała nagraniem dwóch albumów- nominowanego do nagrody Fryderyka - La Peneratica Svavolya, oraz niemającym premiery po dziś dzień - Ultimate Rockster.
W latach 2011–2012 zasiadał w jury festiwalu - Przystanek Woodstock. W roku 2011 uczestniczył w nagrywaniu będącej kompilacją różnych zespołów (m.in. Luxtorpeda, The Sandals, i inne), oraz gatunków muzycznych płycie stanowiącej swoisty hołd pamięci złożony Powstaniu Wielkopolskiemu pt. Potrafimy zwyciężać, gdzie ukazały się w jego wykonaniu gitarowe aranżacje hymnu Polski, oraz poloneza As-dur Fryderyka Chopina .
W 2012 Tomasz Olszewski współtworzył wraz z zespołem Black Jack, projekt Rock'n'Roll Roulette. Oficjalnie światło dzienne ujrzały dwie coverowe aranżacje utworów Rehab - Amy Winehouse, oraz It's No Good - Depeche Mode. Po nagraniu drugiego albumu z Titus’ Tommy Gunn, Tomasz Olszewski powołał do życia własny projekt muzyczny – Mega Joga, którego materiał został nagrany i zrealizowany przez Andrzeja Puczyńskiego w Izabelin Studio. W utworze pt. „Polski Al Capone” gościnnie partie gitarowe współtworzył Robert „Litza” Friedrich.
Nie wziął udziału w reaktywacji Titus Tommy Gunn, w 2022 jego miejsce w zespole zajął Igor Gwadera.

## Dyskografia
- Turbo - Dead End (1990 Under One Flag)
- Creation Of Death - Purify Your Soul (1991 Under One Flag)
- Potrafimy zwyciężać – Powstanie Wielkopolskie (Złoty melon, 2011), tamże utwory: Polonez As-Dur F.Chopin. Hymn Polski.